# 副大臣
副大臣（日语：／）是日本中央省廳再編後於內閣府與各省設置的官職。

## 概要
其地位依《內閣府設置法》第13條、《國家行政組織法》第16條所規定，是廢除原有的政務次官所新設的政治任用職，慣例上由國會議員出任。
依各省的主任大臣、內閣官房長官或內閣府特命擔當大臣命令，負責規劃政策及企劃或處理政務。若大臣不在時，可依大臣事前命令代為執行其職務（內閣總理大臣不在時的代理是由擔任內閣總理大臣臨時代理的國務大臣出任，而非內閣府副大臣）。但由於無法代理國務大臣職權，無法代理出席閣議。
員額依各府省而異（1人至3人）。其任免由各府省首長大臣提出，內閣決行，最後由天皇認證（認證官）。內閣總辭時與大臣一樣失去其職務。是《國家公務員法》上的特別職。
此外，設有副大臣會議以便於內閣府及各省相互協調政策。副大臣會議設於內閣官房長官之下，由內閣官房副長官（政務）及全體副大臣組成，內閣官房長官負責監督，內閣官房副長官（政務）擔任議長。
副大臣地位高於大臣政務官與事務次官。然而，副大臣及副大臣會議無法影響閣議決議案件，閣議決議案件的事前協調是由事務次官等會議負責（事務次官等會議在2009年由鳩山由紀夫內閣廢除，但在2011年東日本大震災後事務次官等事務方再次組成「各府省連絡會議」）。2012年2月10日，野田內閣由部分內閣府副大臣兼任各省副大臣，成為之後的慣例。
英語名稱依各府省廳有Senior Vice-Minister、Parliamentary Senior Vice-Minister、State Minister、State Secretary等譯名。

## 沿革
過去做為政治任用的政務次官，權限小、角色不明確，被稱為「省廳的盲腸」。1999年，《國會審議活性化法》廢止國會的政府委員制度及政務次官，新設副大臣與大臣政務官。並依同法第9條創設副大臣會議取代無法律依據的政務次官會議，賦予權力進行實質的省廳間政策協調。
然而在導入新制度後，一反過去第2次橋本內閣、小渕內閣時代由具閣僚經驗者出任重要官廳的政務次官（外務政務次官高村正彥、大藏政務次官谷垣禎一、外務政務次官町村信孝等），小泉內閣的副大臣、大臣政務官多由派閥分配。繼任的安倍內閣則不再由派閥推薦，改由總理與政黨幹部決定。之後，福田改造內閣任命高市早苗（經濟產業）與鴨下一郎（厚生勞動），第2次安倍內閣任命小渕優子（財務）與鈴木俊一（外務），再次由閣僚經驗者出任副大臣。

## 其他
內閣官房副長官不僅處理內閣官房事務，也參與了內閣府部分特定事務，同時也是副大臣會議成員，其薪俸等待遇、職位也與副大臣相當，然而依照職位設置依據、內閣總辭時連帶辭職的有無等，從法律、學術上來看不被視為副大臣。
除了內閣官房副長官外，其薪俸等待遇與副大臣相當的職位有內閣法制局長官、國家公務員倫理審査會常任會長、公平交易委員會委員長、宮內廳長官、部分大使等。此外，國會的各議院事務總長與法制局長、國立國會圖書館長、東京高等裁判所長官的薪俸等待遇也與副大臣相當。

## 副大臣列表（計25人）
- 復興副大臣（2人）
- 內閣府副大臣（3人）
- 總務副大臣（2人）
- 法務副大臣（1人）
- 外務副大臣（2人）
- 財務副大臣（2人）
- 文部科學副大臣（2人）
- 厚生勞動副大臣（2人）
- 農林水產副大臣（2人）
- 經濟產業副大臣（2人）
- 國土交通副大臣（2人）
- 環境副大臣（2人）
- 防衛副大臣（1人）

### 現任內閣副大臣
- 第二次岸田改造内阁 -副大臣名簿- 首相官邸 （页面存档备份，存于）

## 外部連結
- 副大臣會議 （页面存档备份，存于）